# 金髮夢露
《金髮夢露》（英語：Blonde）是一部2022年美國傳記劇情片，改編自喬伊斯·卡羅爾·歐茨的2000年同名小說，由安德魯·多明尼克編導，安娜·德哈瑪斯、安德林·布洛迪、巴比·卡納佛和茱莉安娜·妮克遜主演。
《金髮夢露》於2022年9月8日在第79屆威尼斯影展首映，2022年9月28日上線Netflix。本片被分级为NC-17。媒體和影評家對本片看法兩極，其中主要稱讚安娜·德哈瑪斯的演出表現（她甚至以此片獲得奧斯卡、金球獎、英國電影學院獎最佳女主角及美國演員工會獎最佳女主角多項影后大獎提名），但批評劇裡刻劃性剝削的情節，電影裡關於墮胎的劇情亦引起爭議。影片于第43届金酸莓奖中以8项提名领跑，包括最差电影、最差导演、最差劇本和兩項最差男配角，最終獲頒金酸莓獎最差電影獎和最差劇本獎共計兩個獎項。

## 演員
- 安娜·德哈瑪斯飾演諾瑪·珍·莫滕森／瑪麗蓮·夢露
  - 莉莉·費雪（Lily Fisher）飾演年幼的諾瑪·珍·莫滕森
- 安德林·布洛迪飾演亞瑟·米勒
- 巴比·卡納佛飾演喬·迪馬喬
- 茱莉安娜·妮克遜飾演格蘭戴絲·皮爾·貝克（英语：Gladys Pearl Baker）
- 卡斯帕爾·菲利普森（英语：Caspar Phillipson）飾演約翰·甘迺迪
- 托比·哈斯飾演阿蘭·「惠特」·斯尼德（英语：Allan "Whitey" Snyder）
- 莎拉·派斯頓（英语：Sara Paxton）飾演佛林小姐（Miss Flynn）
- 大衛·華沙斯基（英语：David Warshofsky）飾演達里爾·F·扎納克
- 埃文·威廉斯飾演小愛德華·G·羅賓遜（英语：Edward G. Robinson Jr.）
- 薩維爾·山繆飾演小查理·卓別林
- 史考特·麥奈利飾演湯姆·尤厄爾（英语：Tom Ewell）／理查·谢尔曼（Richard Sherman）
- 露西·德維托（英语：Lucy DeVito）飾演前運動員的侄女
- 麥可·馬西尼（Michael Masini）飾演湯尼·寇蒂斯
- 史賓賽·蓋瑞特（英语：Spencer Garrett）飾演總統的皮條客（President's Pimp）
- 克里斯·李蒙（英语：Chris Lemmon）飾演傑克·萊蒙／達芬（Daphne）
- 蕾貝卡·威索基（英语：Rebecca Wisocky）飾演伊維特（Yvet）
- 內德·貝拉米（英语：Ned Bellamy）飾演菲爾醫生（Doc Fell）
- 丹·巴特勒飾演I·E·希恩（I.E. Shinn）

## 製作

### 發展
2010年5月，宣布娜歐蜜·華茲將飾演瑪麗蓮·夢露，當時預估將耗資2000萬美元，並定於2011年1月展開拍攝。2014年4月，宣布潔西卡·雀絲坦取代華茲飾演瑪麗蓮·夢露。2019年3月，宣布安娜·德哈瑪斯為取代雀絲坦飾演瑪麗蓮·夢露進行前期洽談。2019年8月，安德林·布洛迪、巴比·卡納佛和茱莉安娜·妮克遜加入演員陣容。2019年9月，蓋瑞特·狄拉漢特、史考特·麥奈利、露西·德維托、麥可·馬西尼（Michael Masini）、史賓賽·蓋瑞特、克里斯·李蒙、蕾貝卡·威索基、內德·貝拉米和丹·巴特勒加入演員陣容。

### 拍攝
主體拍攝於2019年8月在洛杉磯開始進行。2022年4月，多米尼克確認在2020年因COVID-19大流行而停工，恢復拍攝後於2021年7月殺青，後期製作也已完成。

## 發行
2016年8月，宣布該片將由Netflix發行。2021年6月，蒂埃里·弗雷莫透露，他曾邀請《金髮夢露》在坎城影展首映，但被Netflix拒絕了，因為該片可能只會安排在非競賽片單元上放映。2021年7月，據報導《金髮夢露》定於2022年上線Netflix。多明尼克在2022年初的一次採訪中，表示這部電影將保持NC-17的評級，並希望它能夠在第75屆坎城影展上首映，以及評估德哈瑪斯的表現。雖然本片最終沒有被入選於第75屆坎城影展上首映，但多明尼克後來表示希望本片能夠被入選於第79屆威尼斯影展上首映。2022年6月，據報導，本片是可能於第79屆威尼斯影展首映片單之一。
本片於2022年9月8日在第79屆威尼斯影展上進行全球首映，隨後在第48屆多維爾美國電影節和巴黎劇院放映。它最初宣布將於2022年9月23日在Netflix上發布，但該日期後來更改為9月28日發布。本片也將先行於2022年9月16日、9月23日分別在紐約和其他地區限量上映。

## 評價
《金髮夢露》在第79屆威尼斯影展的全球首映會放映完畢時獲得全場起立鼓掌長達14分鐘。本片在評論匯總網站爛番茄上根據301篇影評（127篇好評，174篇差評），新鮮度達42%，平均得分5.5／10，網站影評家共識評價寫道：「《金髮夢露》可能很難觀賞，因為它在評論剝削和為其做出貢獻之間搖擺不定，但安娜·德哈瑪斯的出色表現讓人很難移開視線。」；在Metacritic上根據57位影評人而獲得50分（滿分100），代表「褒貶不一或中庸」。
2023年3月，擔任本片主演的安娜·德哈瑪斯在訪談中論及本片時稱道：「當我們在威尼斯或聖塞瓦斯蒂安首映這部電影時，當然，最受關注的反應是美國的反應，但這並不是整個經歷。很難聽到這些反應，但你總是可以回顧你的經歷，你為什麼這麼做，以及你被這個項目吸引的原因。這不會改變。你有導演，還有其他可以隨時交談的演員。當人們不喜歡你的電影時，你很難聽到，這就是它的本質。這不是一部為了取悅人們或讓人們喜歡它而製作的電影。這是一部很難看的電影。」、「我不認為這部電影對她有一點不好的評價。我認為恰恰相反。我認為它對環境和行業造成了負面影響，對於業內其他人來說，這有時是一顆難以下嚥的藥丸。我們當時做出了貢獻，現在仍然在剝削演員、公眾眼中的人方面做出貢獻。 我們，觀眾，這樣做。 我覺得有可能有些人覺得『有人』在『指責』他們」
。

## 獎項
| 年度   | 頒獎典禮             | 獎項                 | 入圍者        | 結果 |
| ------ | -------------------- | -------------------- | ------------- | ---- |
| 2022年 | 第79屆威尼斯影展     | 金獅獎               | 《金髮夢露》  | 提名 |
| 2023年 | 第80屆金球獎         | 最佳劇情類電影女主角 | 安娜·迪艾瑪絲 | 提名 |
| 2023年 | 第76屆英國電影學院獎 | 最佳女主角           | 安娜·迪艾瑪絲 | 提名 |
| 2023年 | 第29屆美國演員工會獎 | 最佳女主角           | 安娜·迪艾瑪絲 | 提名 |
| 2023年 | 第95屆奧斯卡金像獎   | 最佳女主角           | 安娜·迪艾瑪絲 | 提名 |

## 外部連結
- 在Netflix上觀看《金髮夢露》
- 互联网电影数据库（IMDb）上《金髮夢露》的资料（英文）